# Kalley Centre
 (septembre 2022).
Kalley Centre (également : Kaley Centre, Kalley Centre Amirou ) est un quartier  de l' arrondissement de Niamey III de la ville de Niamey au Niger .

## Géographie

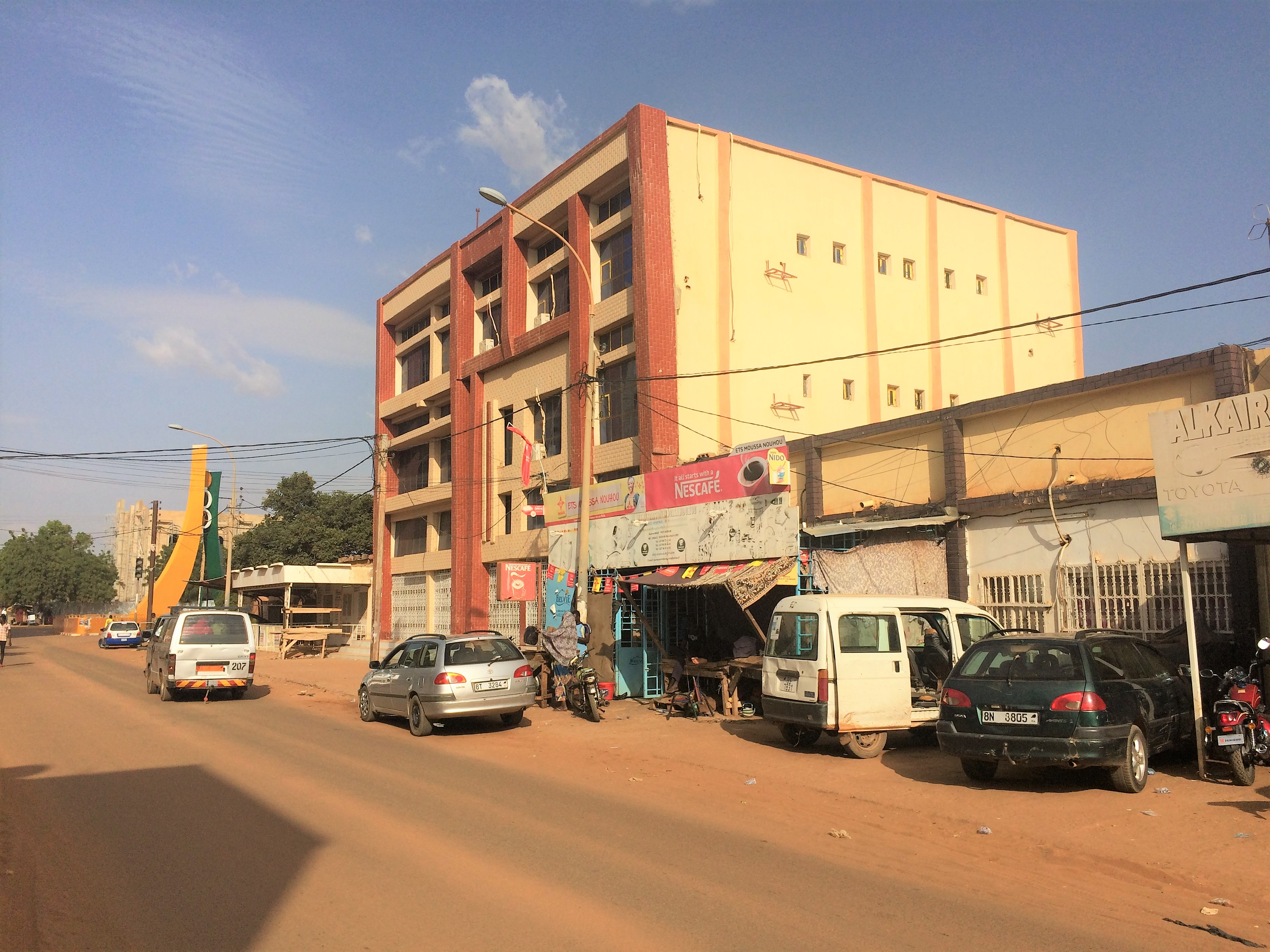
Rue du Maroc à Kalley Centre (2018)

Kalley Centre est situé au centre-ville de Niamey et fait partie du quartier Kalley . Les quartiers adjacents sont Maourey au nord-ouest à travers la rue de Kalley, Banizoumbou, Lacouroussou, Kalley Est et Kalley Sud au nord-est à travers le boulevard de la Liberté, et Terminus au sud-ouest à travers l'avenue de l'Afrique. Au sud-est de Kalley Centre se trouvent les casernes des Forces armées nigériennes . Le quartier est situé sur un plateau avec une couche de sable de moins de 2,5 mètres de profondeur, permettant une infiltration limitée.
Le schéma standard des noms de rue à Kalley Centre est Rue ST 1, où la rue française pour rue est suivie de l'abréviation ST pour le terrain du stade du Stade municipal de Niamey, qui est situé dans le quartier, et enfin d'un numéro. Cela remonte à un projet de dénomination des rues de 2002 à Niamey qui divisait la ville en 44 zones, chacune avec sa propre abréviation.

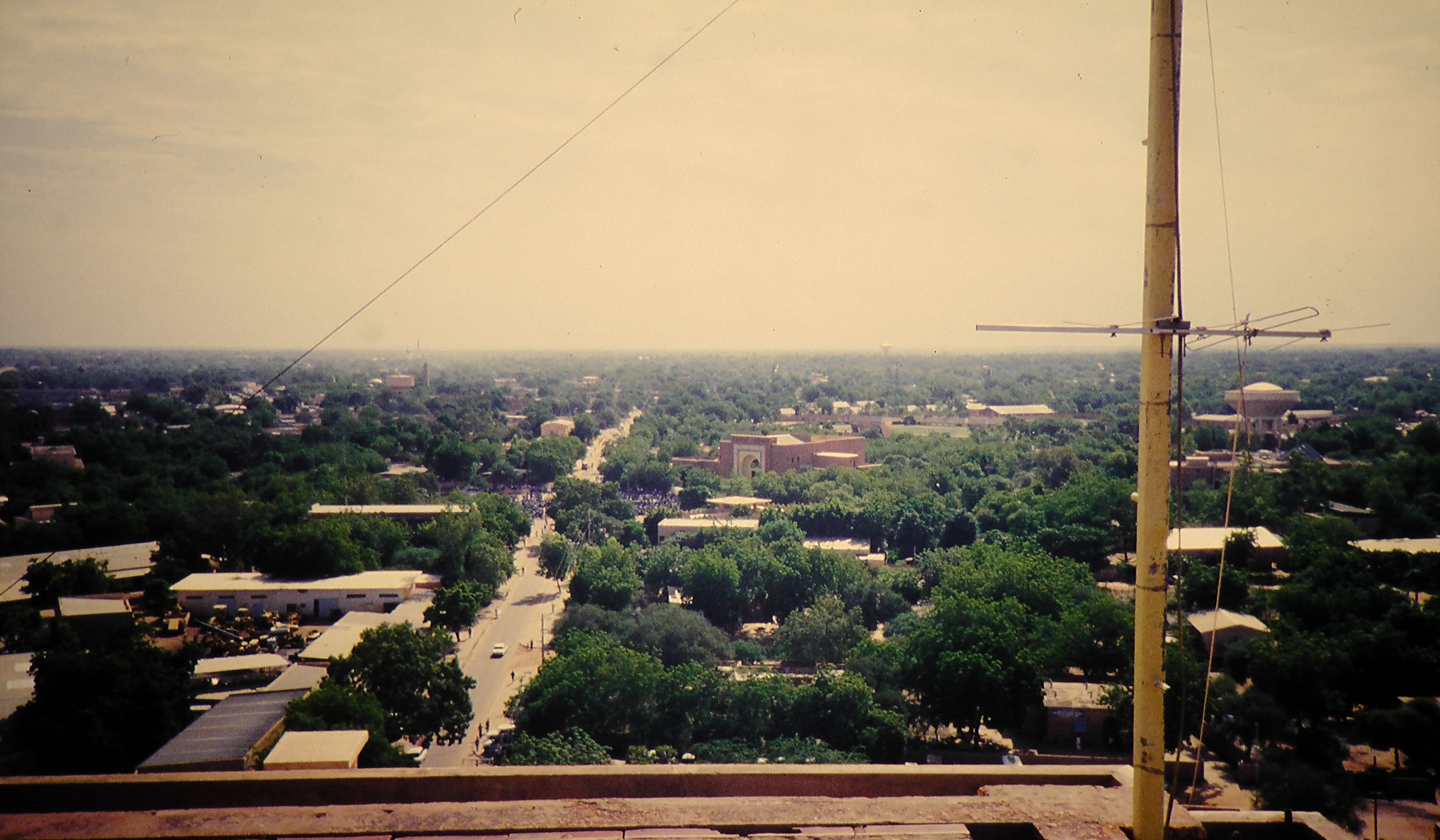
Vue de Kalley Centre depuis le sud-ouest, avec le bâtiment du Parlement de l' Assemblée nationale au centre (1990)

Le quartier remonte à l'époque coloniale française, qui a duré jusqu'en 1960.

## Population
Lors du recensement de 2012, Kalley Centre compte 3 689 habitants vivant dans 461 ménages.  Au recensement de 2001, la population est de 4337 dans 670 ménages  et au recensement de 1988, la population est de 3487 dans 553 ménages.

## Infrastructures
L'école secondaire Collège d'enseignement général 1 Garba Djibo (CEG 1) existe depuis 1959.  La comptabilité et les coutumes sont enseignées au Centre de Formation Professionnelle USTN de l'Union des Syndicats des Travailleurs du Niger (USTN).  La Maison des Jeunes et de la Culture Djado Sékou est un centre jeunesse et culture qui porte le nom du conteur traditionnel Djado Sékou.  La prison de Niamey à l'est du quartier existe depuis 1947.